# Коллар, Сирил
Сирил Коллар (фр. Cyril Collard, 19 декабря 1957, Париж – 5 марта 1993, там же) – французский писатель, актёр, режиссёр, музыкант, знаковая фигура своего поколения.

## Биография
Сын инженера и манекенщицы, провёл вполне буржуазное детство. Закончил Lycée Hoche в Версале. Начал учиться на инженера в Institut industriel du Nord в Лилле, но мечтал снимать кино и в 1979 бросил учёбу. Писал нонконформистские стихи и прозу, отмеченные гомосексуальными мотивами в духе Жана Жене. Создал с друзьями рок-группу CYR. Работал ассистентом у Рене Аллио и Мориса Пиала, снялся у Пиала в фильме За наших любимых. В 1988 вместе с хореографом Анжеленом Прельжокажем снял короткометражный фильм Паркетчики, навеянный одноимённым полотном Гюстава Кайботта. Событием стал его фильм Дикие ночи (1992), снятый по собственному одноимённому роману. Не дожил нескольких дней до присуждения картине нескольких премий Сезар.

## Работы в кино
- 1982: «Большая восьмёрка» (короткометражный фильм, сценарий и постановка)
- 1983: «За наших любимых» (роль; реж. Морис Пиала)
- 1986: «Белый город Алжир» (сценарий и постановка – в соавторстве; премия Мельеса, две премии на Европейском фестивале короткометражных фильмов в Клермон-Ферране, номинация на премию Сезар за лучший короткометражный фильм)
- 1988: «Паркетчики», короткометражный фильм по картине Гюстава Кайботта (сценарий и постановка; в соавторстве с Анжеленом Прельжокажем)
- 1990: «Лионец» (телесериал для программы Antenne 2, сценарий и постановка)
- 1992: «Дикие ночи» (сценарий, постановка, главная роль; премия Сезар за лучший фильм и лучший первый фильм, номинации на премии за режиссуру и за лучший сценарий; премия ФИПРЕССИ, премия зрительских симпатий, Большая премия жюри за лучший конкурсный фильм на МКФ молодого кино в Турине)

## Книги
- Condamné Amour, Flammarion, Paris, 1987 (роман, переизд. 1993)
- Les Nuits fauves,  Flammarion, Paris, 1989 (роман, переизд. 1991; нем., итал., исп., катал., голл., дат., греч.  и чеш. пер. 1993, англ., тур.  и кит. пер. 1994, пол. пер. 1995)
- L'Ange sauvage, carnets, Flammarion, Paris, 1993 (записные книжки, посмертно)
- L'Animal, Flammarion, Paris, 1994 (стихи, посмертно)

## Публикации на русском языке
- Дикие ночи. М.: Новости, 1994